# Il traditore dei mari
Il traditore dei mari (Tampico) è un film del 1944 diretto da Lothar Mendes.

## Distribuzione
La pellicola è stata distribuita nelle sale statunitensi a partire dal 10 aprile 1944.